# Дональд Томас
Дональд Александер Томас (англ. Donald Alexander Thomas; нар. 1 липня 1984) — багамський легкоатлет, яка спеціалізується на стрибках у висоту.

## Спортивні досягнення
Фіналіст (7-е місце) олімпійських змагань зі стрибків у висоту (2016). Учасник змагань зі стрибків у висоту на чотирьох інших Олімпіадах (2008, 2012, 2020), де не вдалось подолати кваліфікаційний раунд.
Чемпіон світу зі стрибків у висоту (2007). Фіналіст змагань зі стрибків у висоту на інших трьох чемпіонатах світу — 5-е місце у 2013, 6-е місце у 2015 та 11-е місце у 2011.
Фіналіст змагань зі стрибків у висоту на чемпіонатах світу в приміщенні — 6-е місце у 2018, 9-е місце у 2024, 10-е місце у 2016 та 11-е місце у 2022.
Переможець (2018) та срібний призер (2010) змагань зі стрибків у висоту на Континентальних кубках.
Дворазовий бронзовий призер чемпіонатів Північної і Центральної Америки та країн Карибського басейну з легкої атлетики (2018, 2022).
Чемпіон Панамериканських ігор (2011), срібний (2007) та бронзовий (2015, 2023) призер Панамериканських ігор зі стрибків у висоту.
Чемпіон Ігор Співдружності зі стрибків у висоту (2010). Ще тричі фінішував 4-м у змаганнях зі стриків у висоту на Іграх Співдружності (2006, 2018, 2022).
Чемпіон Багамських Островів зі стрибків у висоту (2007, 2010, 2016, 2018, 2021, 2022, 2023, 2024).